# Winston Duke

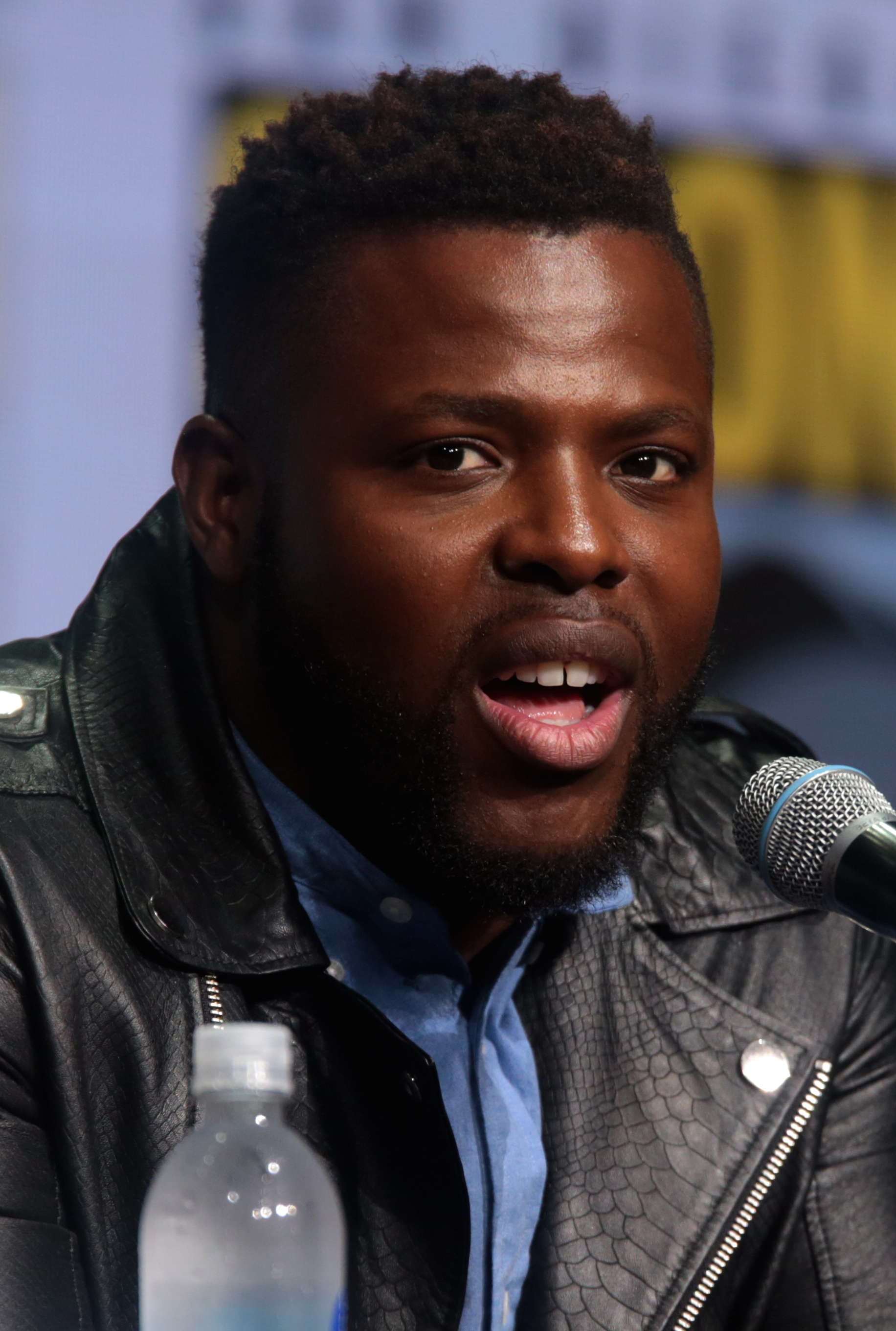
Winston Duke auf der San Diego Comic Con (2017)

Winston Duke (* 15. November 1986 in Roxborough) ist ein trinidadischer Schauspieler.

## Werdegang
Winstons Eltern immigrierten in die USA, als er 9 Jahre alt war. Der 1,96 m große Duke studierte an der Yale University und trat danach zunächst in Bühnenproduktionen der Portland Stage Company und dem Yale Repertory Theatre auf.
Seit 2014 ist er auch in Film und Fernsehen aktiv. Er übernahm wiederkehrende Rollen in den US-Serien Person of Interest, The Messengers und Modern Family. 2018 sah man ihn erstmals in der Marvel-Verfilmung Black Panther die Rolle des M’Baku verkörpern. Auch in den chronologischen Nachfolgefilmen Avengers: Infinity War und Avengers: Endgame übernahm er diese Rolle. Ein weiteres Mal dann 2022 in Black Panther: Wakanda Forever.
2019 war er als Gabe Wilson in Jordan Peeles Horrorthriller Wir zu sehen. In Edson Odas Fantasydrama Nine Days übernahm Duke 2020 die Hauptrolle des Will.

## Filmografie
- 2014: Law & Order: Special Victims Unit (Law & Order: New York, Fernsehserie, Episode 15x16)
- 2014–2015: Person of Interest (Fernsehserie, 7 Episoden)
- 2015: The Messengers (Fernsehserie, 3 Episoden)
- 2015: Major Crimes (Fernsehserie, Episode 4x17)
- 2016: Modern Family (Fernsehserie, 3 Episoden)
- 2018: Black Panther
- 2018: Avengers: Infinity War
- 2019: Wir (Us)
- 2019: Avengers: Endgame
- 2020: Nine Days
- 2020: Spenser Confidential
- 2022: Black Panther: Wakanda Forever
- 2024: The Fall Guy